# Dluhové poradenství
Dluhové poradenství je službou odborného poradenství osobám, kteří se dostali do těžko řešitelných problémů s vlastním zadlužením. 
Zpravidla se jedná o osoby v tzv. dluhové spirále, kdy nejsou schopni takovou situaci sami vyřešit. Velmi často se u dlužníků jedná o velký počet menších úvěrů, jejichž splácení je postupně pro takového člověka silně zatěžující a při ztrátě zaměstnání, nemoci či rodinným problémům dochází k výpadku příjmu a následnému nesplácení stávajících závazků. Jelikož se také jedná o právně složitou oblast,[zdroj?] celá řada osob si není schopna sama z takové situace pomoci. Právě pro ně existují služby dluhového poradenství. Tyto poradenské služby jsou poskytovány zpravidla zdarma a jejich poskytovatelé jsou podporováni státem.